# تقنية تروية العضو المعزول
تُستخدم تقنية تروية الأعضاء المعزولة لتسريع تروية العضو ودورته الدموية بشكل مستقل/معزول عن الدورة الدموية الجهازية للجسم لأغراض مختلفة مثل العلاج الكيميائي الموضعي للعضو، وتوصيل الأدوية أو الجينات أو أي شيء آخر إلى العضو المستهدف، وزرع الأعضاء، والتعافي من إصابة العضو. تمت دراسة هذه التقنية على نطاق واسع في الحيوانات والبشر لعقود من الزمن. قبل التنفيذ، سيتم اختيار نظام التروية ويمكن أن تكون العملية مماثلة لحمام الأعضاء. ومع ذلك، يتم إجراء تقنية تروية الأعضاء المعزولة في المتوسط في الجسم الحي دون ترك العضو بمفرده ككل خارج الجسم.